# 香根鸢尾
香根鸢尾（学名：Iris pallida）是鸢尾科鸢尾属的植物。其种加词“pallida ”意为“淡色的”。分布于欧洲以及中国等地，目前已由人工引种栽培。
香根鸢尾的根稱為鳶尾根，是西方草药学中的一种重要的草药，现在已成为香水的一种定香剂以及基本香型，也是很多金酒品牌的配料。

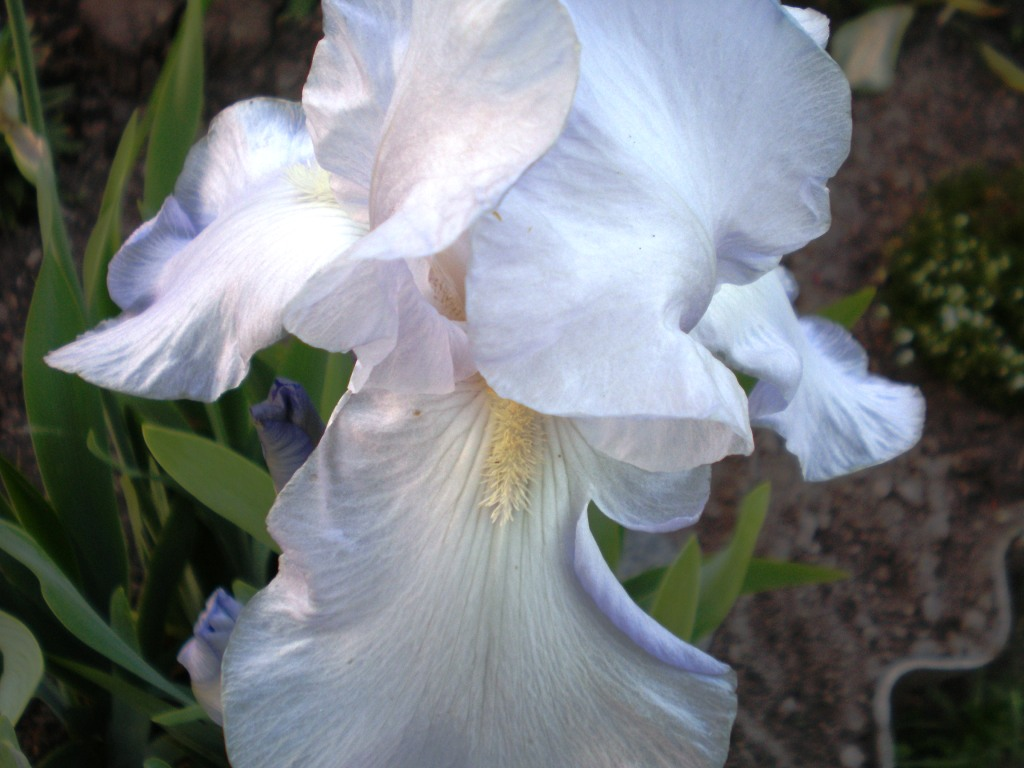
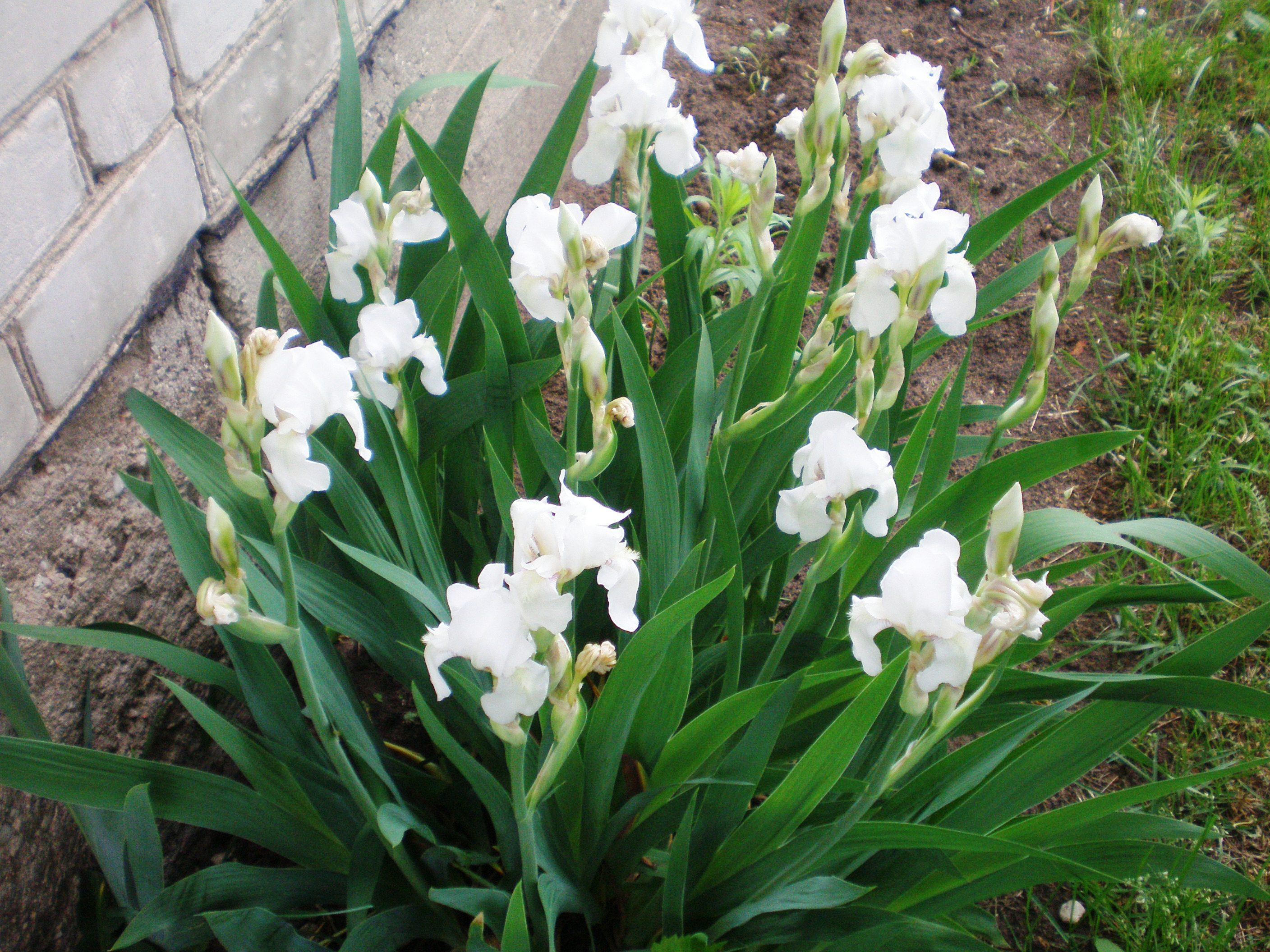
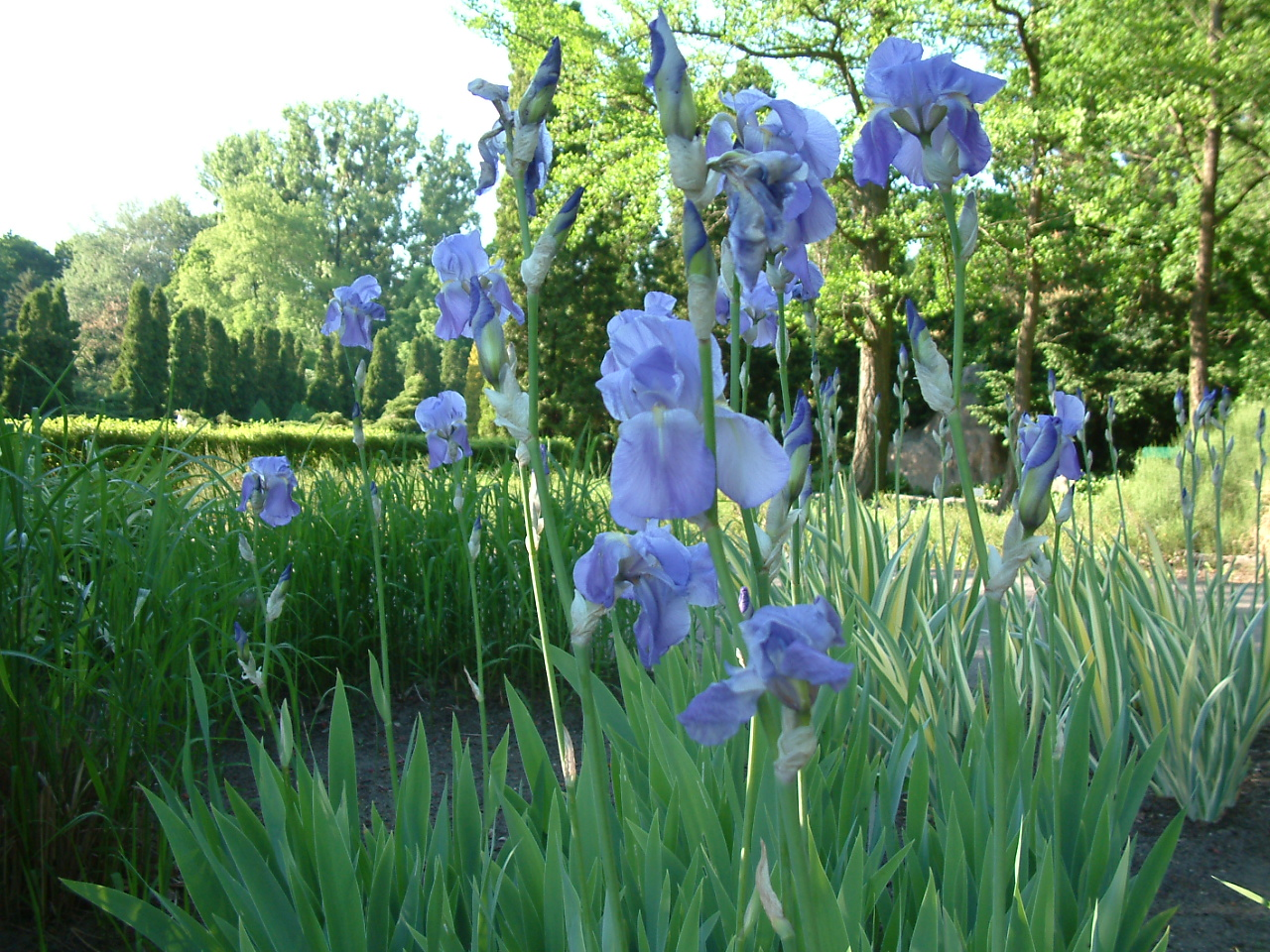
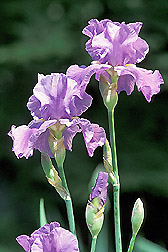

香根鸢尾是法国的国花。